# Llista de Béns Culturals d'Interès Nacional de la Baixa Cerdanya
Llista de Béns Culturals d'Interès Nacional de la Baixa Cerdanya inscrits en el Registre de Béns Culturals d'Interès Nacional (BCIN) del Departament de Cultura de la Generalitat de Catalunya per a la comarca de la Cerdanya. Inclou els béns immobles més rellevants del patrimoni cultural que tenen la categoria de protecció de major rang com a unitat singular, conjunt, espai o zona amb valors culturals, històrics o tècnics.
L'any 2018, la Baixa Cerdanya comptava amb 33 béns culturals d'interès nacional classificats en 31 monuments històrics, 1 conjunt històric i 1 zones arqueològiques. A continuació es mostren les últimes dades disponibles ordenades per municipis.

## Patrimoni arquitectònic
| Monument                                                               | Protecció       | Estil/època                  | Localització                                                | Coordenades                                            | Codi?         | Imatge |
| ---------------------------------------------------------------------- | --------------- | ---------------------------- | ----------------------------------------------------------- | ------------------------------------------------------ | ------------- | --- |
| Torre de Riu                                                           | BCIN 755-MH     | Historicisme XIX-XX          | Alp Av. de la Molina                                        | 42° 22′ 19″ N, 1° 53′ 53″ E / 42.371822°N,1.897956°E   | RI-51-0005787 | Torre de Riu (Alp) · Vegeu més fotos d'aquest monument · Carregueu una nova foto d'aquest monument                                         |
| La Torrassa                                                            | BCIN 756-MH     | XV                           | Alp Collada de Toses                                        | 42° 20′ 59″ N, 1° 56′ 39″ E / 42.3496861°N,1.9440389°E | RI-51-0005788 | La Torrassa (Alp) · Carregueu una nova foto d'aquest monument                                                                              |
| Església de Sant Julià de Pedra                                        | BCIN 67-MH-EN   | Romànic XI-XII, XVII-XVIII   | Bellver de Cerdanya Pedra                                   | 42° 20′ 42″ N, 1° 48′ 38″ E / 42.34501°N,1.810552°E    | RI-51-0005094 | Església de Sant Julià de Pedra (Bellver de Cerdanya) · Vegeu més fotos d'aquest monument · Carregueu una nova foto d'aquest monument      |
| Església de Santa Eugènia de Nerellà                                   | BCIN 68-MH-EN   | Romànic, barroc XI, XVIII    | Bellver de Cerdanya Santa Eugènia de Nerellà                | 42° 21′ 32″ N, 1° 44′ 07″ E / 42.358925°N,1.735328°E   | RI-51-0005095 | Església de Santa Eugènia de Nerellà (Bellver de Cerdanya) · Vegeu més fotos d'aquest monument · Carregueu una nova foto d'aquest monument |
| Torre de Cadell                                                        | BCIN 534-MH     | XVI                          | Bellver de Cerdanya                                         | 42° 21′ 17″ N, 1° 47′ 59″ E / 42.354816°N,1.799644°E   | RI-51-0006280 | Torre de Cadell (Bellver de Cerdanya) · Vegeu més fotos d'aquest monument · Carregueu una nova foto d'aquest monument                      |
| Torre la Presó                                                         | BCIN 740-MH     | Gòtic XIII-XVII              | Bellver de Cerdanya C. de la Muralla                        | 42° 22′ 14″ N, 1° 46′ 32″ E / 42.370426°N,1.77559°E    | RI-51-0006278 | Torre la Presó (Bellver de Cerdanya) · Vegeu més fotos d'aquest monument · Carregueu una nova foto d'aquest monument                       |
| Castell de Sant Martí dels Castells                                    | BCIN 790-MH     | Romànic XIII                 | Bellver de Cerdanya Sant Martí dels Castells                | 42° 21′ 54″ N, 1° 42′ 47″ E / 42.365107°N,1.712941°E   | RI-51-0006279 | Castell de Sant Martí dels Castells (Bellver de Cerdanya) · Vegeu més fotos d'aquest monument · Carregueu una nova foto d'aquest monument  |
| Castell de Bellver                                                     | BCIN 791-MH     | XIII                         | Bellver de Cerdanya                                         | 42° 22′ 15″ N, 1° 46′ 25″ E / 42.370882°N,1.773595°E   | RI-51-0006277 | Castell de Bellver (Bellver de Cerdanya) · Vegeu més fotos d'aquest monument · Carregueu una nova foto d'aquest monument                   |
| Església de Santa Maria de Talló                                       | BCIN 1883-MH-EN | Romànic XII, XVI, XVIII      | Bellver de Cerdanya Talló                                   | 42° 21′ 49″ N, 1° 46′ 50″ E / 42.363656°N,1.780436°E   | RI-51-0007183 | Església de Santa Maria de Talló (Bellver de Cerdanya) · Vegeu més fotos d'aquest monument · Carregueu una nova foto d'aquest monument     |
| La Torre de Bolvir                                                     | BCIN 556-MH     | XVI-XVII                     | Bolvir                                                      | 42° 25′ 21″ N, 1° 52′ 58″ E / 42.4224806°N,1.8827778°E | RI-51-0005817 | La Torre de Bolvir · Vegeu més fotos d'aquest monument · Carregueu una nova foto d'aquest monument                                         |
| Església de Sant Climent de Talltorta                                  | BCIN 4286-MH    | Obra popular XVIII           | Bolvir Talltorta                                            | 42° 24′ 15″ N, 1° 53′ 57″ E / 42.404124°N,1.899094°E   | IPA-40692     | Església de Sant Climent de Talltorta (Bolvir) · Carregueu una nova foto d'aquest monument                                                 |
| La Torre de Das                                                        | BCIN 815-MH     | Obra popular Medieval        | Das                                                         | 42° 21′ 36″ N, 1° 52′ 01″ E / 42.359903°N,1.866807°E   | RI-51-0005886 | La Torre de Das · Vegeu més fotos d'aquest monument · Carregueu una nova foto d'aquest monument                                            |
| Casal fortificat de Lles o la rectoria                                 | BCIN 358-MH     | XVII-XVIII                   | Lles de Cerdanya                                            | 42° 23′ 26″ N, 1° 41′ 15″ E / 42.3905145°N,1.687496°E  | RI-51-0006382 | Carregueu una nova foto d'aquest monument                                                                                                  |
| Castell i església de la Llosa, Santuari de la Mare de Déu dels Àngels | BCIN 984-MH     | Medieval                     | Lles de Cerdanya                                            | 42° 26′ 33″ N, 1° 42′ 07″ E / 42.442487°N,1.701985°E   | RI-51-0006378 | Carregueu una nova foto d'aquest monument                                                                                                  |
| Castell de Viliella                                                    | BCIN 985-MH     | Obra popular Medieval        | Lles de Cerdanya Viliella                                   | 42° 24′ 37″ N, 1° 41′ 39″ E / 42.410382°N,1.694082°E   | RI-51-0006379 | Carregueu una nova foto d'aquest monument                                                                                                  |
| Castell de Travesseres                                                 | BCIN 986-MH     |                              | Lles de Cerdanya Travesseres                                | 42° 22′ 31″ N, 1° 41′ 16″ E / 42.375274°N,1.687825°E   | RI-51-0006380 | Carregueu una nova foto d'aquest monument                                                                                                  |
| Castell de Lles                                                        | BCIN 987-MH     | Obra popular Medieval        | Lles de Cerdanya                                            | 42° 23′ 25″ N, 1° 41′ 15″ E / 42.390175°N,1.687576°E   | RI-51-0006381 | Carregueu una nova foto d'aquest monument                                                                                                  |
| Castell d'Arànser                                                      | BCIN 989-MH     | Medieval                     | Lles de Cerdanya Arànser, localització incerta              | 42° 24′ 23″ N, 1° 40′ 21″ E / 42.406496°N,1.672485°E   | RI-51-0006383 | Carregueu una nova foto d'aquest monument                                                                                                  |
| Barri Vell de Llívia                                                   | BCIN 149-CH     | Gòtic tardà XIII-XXI         | Llívia                                                      | 42° 27′ 53″ N, 1° 58′ 52″ E / 42.46479°N,1.98105°E     | RI-53-0000098 | Barri Vell de Llívia · Vegeu més fotos d'aquest monument · Carregueu una nova foto d'aquest monument                                       |
| Castell de Llívia                                                      | BCIN 993-MH     | Obra popular Medieval        | Llívia Puig de Llívia                                       | 42° 28′ 04″ N, 1° 59′ 10″ E / 42.467668°N,1.986166°E   | RI-51-0005940 | Castell de Llívia · Vegeu més fotos d'aquest monument · Carregueu una nova foto d'aquest monument                                          |
| Torre de Bernat de So                                                  | BCIN 1196-MH    | Obra popular XIV             | Llívia C. dels Forns                                        | 42° 27′ 54″ N, 1° 58′ 56″ E / 42.464965°N,1.982162°E   | RI-51-0005941 | Torre de Bernat de So (Llívia) · Vegeu més fotos d'aquest monument · Carregueu una nova foto d'aquest monument                             |
| Torres de l'Església                                                   | BCIN 1197-MH    | Obra popular XVII            | Llívia Adossades a l'església de la Mare de Déu dels Àngels | 42° 27′ 55″ N, 1° 58′ 55″ E / 42.465208°N,1.981891°E   | RI-51-0005942 | Torres de l'Església (Llívia) · Vegeu més fotos d'aquest monument · Carregueu una nova foto d'aquest monument                              |
| Església de Sant Sadurní de Meranges, o Sant Serni de Meranges         | BCIN 154-MH-EN  | Romànic XII-XIII, XVII-XVIII | Meranges Pl. Major                                          | 42° 26′ 47″ N, 1° 47′ 13″ E / 42.446317°N,1.786884°E   | RI-51-0004274 | Església de Sant Sadurní de Meranges · Vegeu més fotos d'aquest monument · Carregueu una nova foto d'aquest monument                       |
| Castell de Meranges                                                    | BCIN 1042-MH    | Obra popular Medieval        | Meranges                                                    | 42° 27′ 09″ N, 1° 47′ 07″ E / 42.452582°N,1.785319°E   | RI-51-0005957 | Carregueu una nova foto d'aquest monument                                                                                                  |
| Castell de Montellà                                                    | BCIN 1079-MH    |                              | Montellà i Martinet Montellà                                | 42° 21′ 20″ N, 1° 42′ 20″ E / 42.355516°N,1.705524°E   | RI-51-0006392 | Carregueu una nova foto d'aquest monument                                                                                                  |
| Murs i fortificacions de Montellà                                      | BCIN 1080-MH    |                              | Montellà i Martinet C. Raval, Montellà                      | 42° 21′ 17″ N, 1° 42′ 22″ E / 42.354707°N,1.706079°E   | RI-51-0006393 | Carregueu una nova foto d'aquest monument                                                                                                  |
| Castell de Víllec                                                      | BCIN 1930-MH    |                              | Montellà i Martinet Víllec                                  | 42° 20′ 15″ N, 1° 40′ 39″ E / 42.3374389°N,1.6775889°E | RI-51-0007212 | Carregueu una nova foto d'aquest monument                                                                                                  |
| Força de Prats                                                         | BCIN 1319-MH    | Medieval                     | Prats i Sansor                                              | 42° 21′ 57″ N, 1° 50′ 09″ E / 42.365708°N,1.835918°E   | RI-51-0006447 | Carregueu una nova foto d'aquest monument                                                                                                  |
| Casa dels Barons                                                       | BCIN 1323-MH    | XVI                          | Prullans                                                    | 42° 22′ 44″ N, 1° 44′ 12″ E / 42.379020°N,1.736754°E   | RI-51-0006449 | Casa dels Barons (Prullans) · Vegeu més fotos d'aquest monument · Carregueu una nova foto d'aquest monument                                |
| La Bastida                                                             | BCIN 1324-MH    |                              | Prullans                                                    | 42° 24′ 13″ N, 1° 43′ 46″ E / 42.403721°N,1.729418°E   | RI-51-0006450 | La Bastida (Prullans) · Vegeu més fotos d'aquest monument · Carregueu una nova foto d'aquest monument                                      |
| Fortificació de Puigcerdà, o recinte fortificat                        | BCIN 1325-MH    | Obra popular Medieval, XVII  | Puigcerdà                                                   | 42° 26′ 07″ N, 1° 55′ 27″ E / 42.435315°N,1.924208°E   | RI-51-0006043 | Fortificació de Puigcerdà · Vegeu més fotos d'aquest monument · Carregueu una nova foto d'aquest monument                                  |
| Fortificació la Presó, castell del Puig d'Urús                         | BCIN 1697-MH    | Obra popular Medieval        | Urús                                                        | 42° 20′ 30″ N, 1° 50′ 32″ E / 42.341629°N,1.842307°E   | RI-51-0006143 | Carregueu una nova foto d'aquest monument                                                                                                  |

## Patrimoni arqueològic
Un dels jaciments de la Baixa Cerdanya està inscrit com a Patrimoni de la Humanitat formant part de l'art rupestre de l'arc mediterrani de la península Ibèrica.
| Monument                    | Protecció       | Estil/època                                                             | Localització                        | Coordenades                                          | Codi?         | Imatge                                    |
| --------------------------- | --------------- | ----------------------------------------------------------------------- | ----------------------------------- | ---------------------------------------------------- | ------------- | ----------------------------------------- |
| Abric de la vall de l'Ingla | PH BCIN 2036-ZA | Lloc amb representació gràfica sobre pedra, pintura Bronze (-1800/-650) | Bellver de Cerdanya Vall de l'Ingla | 42° 19′ 41″ N, 1° 46′ 50″ E / 42.328151°N,1.780421°E | RI-55-0000313 | Carregueu una nova foto d'aquest monument |

A més, alguns monuments històrics estan inclosos també en l'Inventari del Patrimoni Arqueològic i Paleontològic de Catalunya (IPAPC) per tenir protegit igualment el seu subsol o l'entorn.